# فریا آدامز
فریا آدامز(به انگلیسی: Freya Adams) بازیگر آمریکایی است که بیشتر به خاطر بازی در فیلم شناخته می‌شود سودمند (فیلم).

## شغلی
اولین نقش اصلی آدامز در فیلم انقلاب کردن  بود. پس از آن، او نقشی کوتاه در داشت.بالیوود فیلم ,فردا باشه یا نباشه,او به طور مداوم در نقش‌های مکمل سریال‌های تلویزیونی بازی کرده است، به ویژه برای,فهرست سیاه (مجموعه تلویزیونی),و نیو آمستردام، فیلم‌های کوتاه و فیلم‌های مستقل. برجسته‌ترین بازی او در فیلم درام مستقل است.سودمند (فیلم).